# Mnet
Mnet (Music Network) er en sydkoreansk kabel-tv-musikkanal, der ejes af CJ ENM. Kanalen blev lanceret i 1993.
| Fjernsyn | Spire Denne artikel om en tv-kanal er en spire som bør udbygges. Du er velkommen til at hjælpe Wikipedia ved at udvide den. |